# 1997年温布尔登网球锦标赛
1997年温布尔登网球锦标赛是第111屆溫布頓網球錦標賽。由6月23日至7月6日在英國倫敦全英草地網球和門球俱樂部舉行。

## 冠军
单打列出冠亚军以及决赛比分，双打列出冠军组合。

### 男子单打
主条目：1997年溫布頓網球錦標賽男子單打比賽
皮特·桑普拉斯（美国）6-4, 6-2, 6-4 塞德里克·皮奥林（法国）

### 女子单打
主条目：1997年溫布頓網球錦標賽女子單打比賽
瑪蒂娜·辛吉斯（瑞士）2-6, 6-3, 6-3 雅娜·诺沃特娜（捷克）

### 男子双打
主条目：1997年溫布頓網球錦標賽男子雙打比賽
托德·伍德布里奇（澳大利亚）/馬克·伍德福德（澳大利亚）

### 女子双打
主条目：1997年溫布頓網球錦標賽女子雙打比賽
吉吉·菲爾南德斯（美国）/娜塔莎·茲韋列娃（白俄罗斯）

### 混合双打
主条目：1997年溫布頓網球錦標賽混合雙打比賽
海倫娜·蘇科娃（捷克）/西里爾·蘇克（捷克）

## 外部連結
- 官方網站（页面存档备份，存于）

| 前任： 1996年温布尔登网球锦标赛 | 温布尔登网球锦标赛 1997年 | 繼任： 1998年温布尔登网球锦标赛 |
| 前任： 1997年法国网球公开赛     | 网球大满贯 1997年         | 繼任： 1997年美国网球公开赛     |